# Руда-Волінська
Руда-Волінська (пол. Ruda Wolińska) — село в Польщі, у гміні Водине Седлецького повіту Мазовецького воєводства.
Населення — 174 особи (2011).
У 1975-1998 роках село належало до Седлецького воєводства.

## Демографія
Демографічна структура станом на 31 березня 2011 року:
|          | Загалом | Допрацездатний вік | Працездатний вік | Постпрацездатний вік |
| -------- | ------- | ------------------ | ---------------- | -------------------- |
| Чоловіки | 88      | 17                 | 64               | 7                    |
| Жінки    | 86      | 16                 | 54               | 16                   |
| Разом    | 174     | 33                 | 118              | 23                   |